# Royal Society of Edinburgh
Pour les articles homonymes, voir Société royale et RSE.
La Royal Society of Edinburgh (RSE) (en français, Société royale d'Édimbourg), est l'académie nationale d'Écosse des sciences et des lettres, fondée en 1783 et dont le siège est à Édimbourg.

## Histoire
Au début du XVIIIe siècle le climat intellectuel d'Édimbourg favorise la création de nombreuses sociétés savantes. Plusieurs d'entre elles traitent des arts, des sciences et de la médecine, la plus prestigieuse est la Philosophical Society fondé en 1738. Avec l'aide de l'université d'Édimbourg des professeurs comme Colin Maclaurin, Joseph Black, William Cullen et John Walker, cette première société est transformée en Royal Society of Edinburgh. En 1786 elle publie sa première revue, Transactions of the Royal Society of Edinburgh.
À la fin du XVIIIe siècle, certains membres parmi les plus jeunes embrassent la nouvelle nomenclature de Lavoisier, les divergences d'opinion engendrés conduisent à la création de la Wernerian Society, (1808-1858), une organisation parallèle centrée sur l'histoire naturelle et la recherche scientifique qui pouvait être appliqué pour améliorer l'agriculture et l'industrie écossaise. Sous l'impulsion de Robert Jameson, cette société publie les Memoirs of the Wernerian Natural History Society de 1808 à 1821 puis les Edinburgh Philosophical Journal à partir de 1822. Pendant les quarante premières années du XIXe siècle deux publications coexistent donc à Édimbourg. Dans les années 1850, l'influence de Jameson et de son partenaire David Brewster diminue et les deux sociétés peuvent à nouveau unifier leurs membres dans une seule publication.

## Missions et organisation
En 2010, elle compte environ 1 400 membres élus par leurs pairs. Ses membres peuvent ajouter les initiales post-nominales FRSE (Fellows of the Royal Society of Edinburgh). La société distribue plus d'un 1,7 million de livres par an. La société organise des lectures et la promotion des sciences dans les écoles écossaises.
Le président actuel est le mathématicien John M. Ball, élu en novembre 2021.

## Récompenses
- Médaille Keith
- Prix Makdougall Brisbane